# No Ordinary Love
«No Ordinary Love» (в переводе с англ. — «Необыкновенная любовь») — сингл с альбома Love Deluxe (1992) английской группы Sade. Он был выпущен в 1992 году на студии Epic Records. За исполнение этой песни Шаде получили в 1994 году премию Грэмми в категории Лучшее исполнение R&B дуэтом или группой с вокалом. Кроме того, песня «No Ordinary Love» вошла в саундтрек к кинофильму «Непристойное предложение» с Деми Мур и Робертом Редфордом (1993).

## Список композиций
7" сингл (Великобритания)
- Сторона A:

1. «No Ordinary Love» — 5:22

- Сторона B:

1. «Paradise (Remix)» — 5:40

12" макси-сингл (Великобритания)
- Сторона A:

1. «No Ordinary Love (Album Version)» — 7:18

- Сторона B:

1. «Paradise (Remix)» — 5:40
2. «Paradise (Drums And Sade)» — 5:40

|
CD макси-сингл (Великобритания)
1. «No Ordinary Love» — 5:22
2. «Paradise (Remix)» — 5:40
3. «No Ordinary Love (Album Version)» — 7:18

CD макси-сингл (Соединённые Штаты)
1. «No Ordinary Love» — 5:23
2. «Paradise (Ronin Remix)» — 5:40

## Позиции в чартах
Чарты Великобритании
- UK Top 40 — #26
- UK Top 40 (возвращение) — #14[3]

Чарты Соединённых Штатов
- Adult Contemporary — #14[4]
- Hot R&B/Hip-Hop Singles & Tracks — #9
- Rhythmic Top 40 — #29
- The Billboard Hot 100 — #28[4]